# Westbourne Park (metrostation)
Westbourne Park is een station van de metro van Londen aan de Hammersmith & City Line en de Circle Line. Het metrostation, dat in 1871 is geopend, ligt in de wijk Westbourne Green.

## Geschiedenis

### Great Western Railway
Op 13 juni 1864 begon de Great Western Railway (GWR) diensten over de die dag geopende Hammersmith & City Railway (H&CR), tussen Paddington en Hammersmith. De Metropolitan Railway (MR), de latere Metropolitan Line begon zelf diensten naar Hammersmith in 1865, daarbij maakte ze tussen Paddington en de aansluiting Westbourne Park, ongeveer een mijl westelijker, gebruik van de hoofdlijn van GWR. De perrons bij Westbourne Park werden op 1 februari 1866 voor het reizigersverkeer geopend. In 1867 was de kou uit de lucht tussen GWR en MR en kocht MR een aandeel in de Hammersmith & City Railway (H&C), de latere Hammersmith & City Line, van de GWR waarop het breedspoor werd verwijderd. Hierdoor werden vrijwel alle diensten door metro's van MR gereden en verloor de H&C haar eigen identiteit. Vertragingen op de hoofdlijn waren aanleiding om ernaast eigen sporen voor de metro te leggen die in Paddington aansluiten op de rest van de MR.   
De GWR opende op 30 oktober 1871 perrons langs de Great Western Main Line toen de eigen perrons voor de metro gereed waren. Deze perrons bleven tot maart 1992 in gebruik. Het spoor stadinwaarts had een toegelaten snelheid van 48 km/u wat te traag was voor de geplande Heathrow Express. In plaats van aanpassing van de perrons besloot British Rail om financiële redenen op 13 december 1990 de sluiting van het station aan te kondigen. 

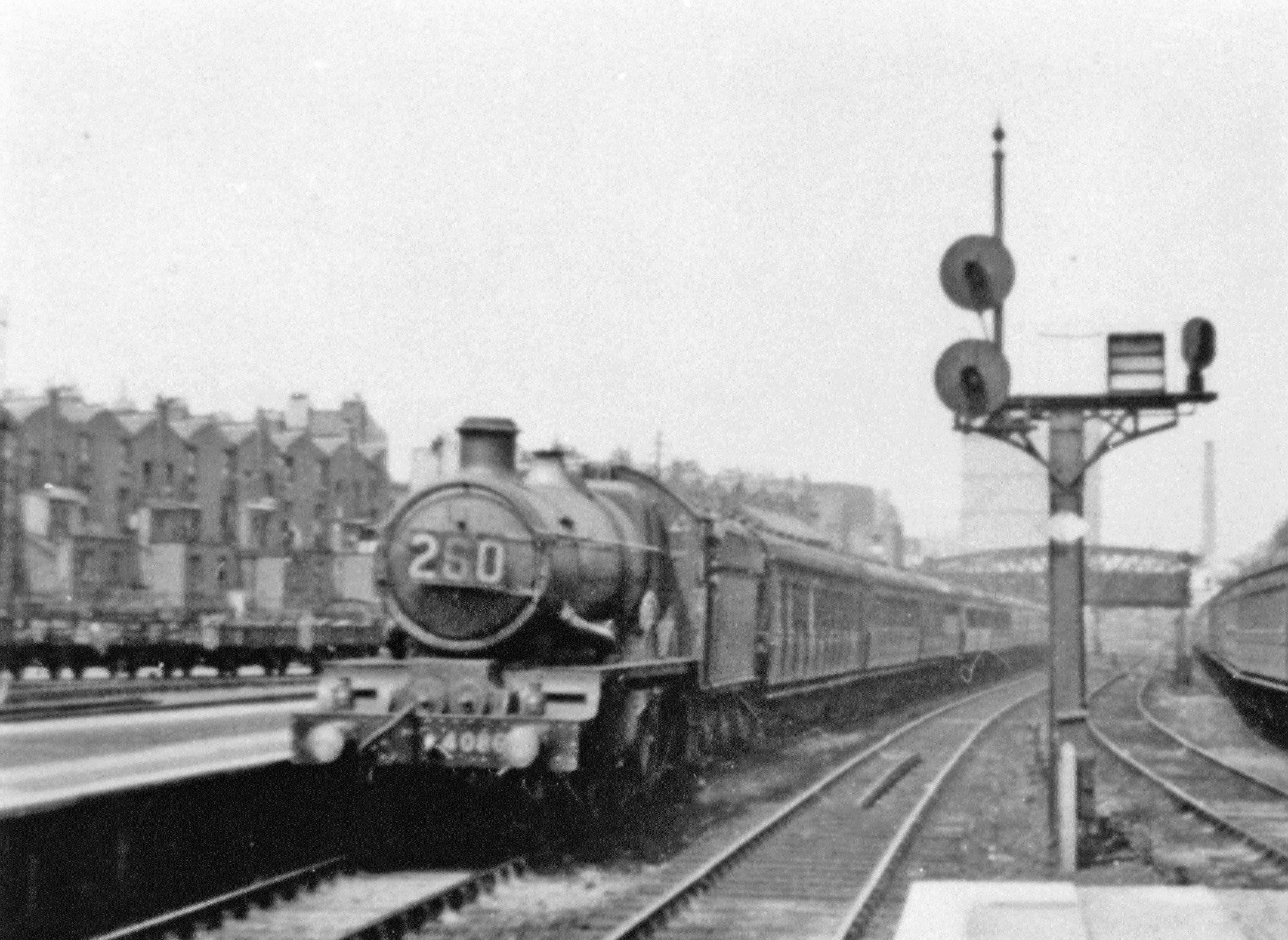
Een stoomtrein op de Great Western Main Line bij Westbourne Park in 1946
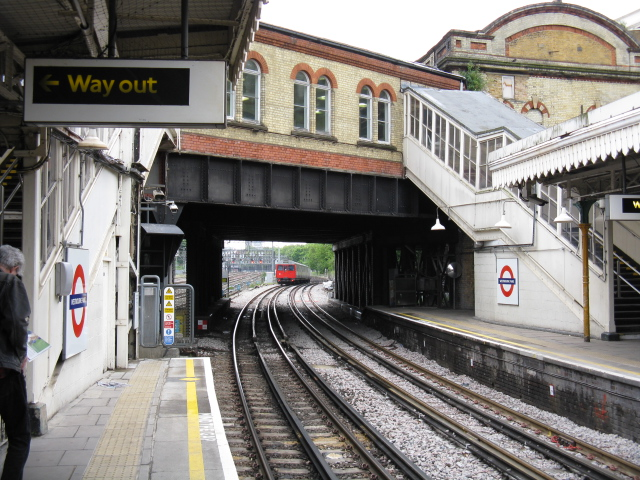
De sporen onder het stationsgebouw aan de perronzijde.
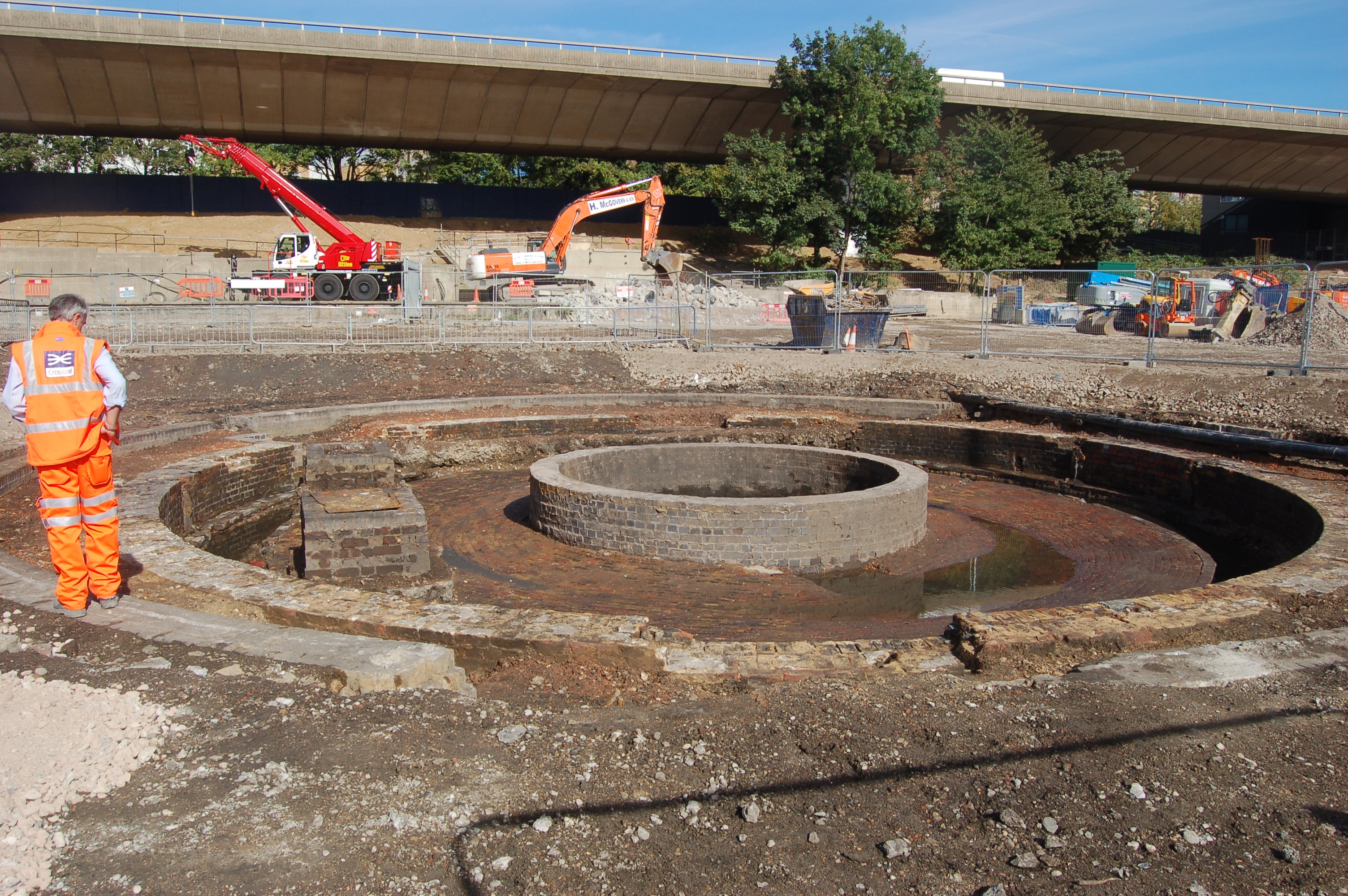
De opgegraven draaischijf bij Westbourne Park.

### Metropolian Railway
De perrons uit 1866 werden op 31 oktober 1871 gesloten en de volgende dag werd het separate metrostation iets westelijker geopend. De dienstuitvoering betekende dat metro's de GWR moesten kruisen tussen Royal Oak en Westbourne Park. Om een conflictvrije kruising mogelijk te maken werd voor de metro een tunnel onder de hoofdlijn gebouwd die op 12 mei 1878 werd geopend, waarmee metro en treindienst onafhankelijk van elkaar kon werken. 
Op 16 mei 1913 werd op het station een door de Suffragettes geplaatste bom ontdekt. 
Royal Oak, een ander station aan de Hammersmith & City Line, werd tussen 30 oktober 1871 en 1934 ook bediend door de GWR. De eerste stop van de Great Western Main Line ten westen van Paddington ligt sinds 1992 bij Acton Main Line. Voor het bouwrijpmaken van het terrein voor de aanleg van de Elizabeth Line werd archeologisch onderzoek gedaan. Archeologen hebben bij opgravingen tussen Royal Oak en Westbourne Park overblijfselen gevonden van gebouwen, waaronder een breedspoortreinloods voor de originele lijnen van Brunel , een draaischijf en locomotievenloodsen. 
De Circle Line werd in 2009 uitgebreid naar Hammersmith. De lijn rijdt nu tussen Hammersmith en Edgware Road via een enkel compleet circuit van de eerdere route. Dit werd gedaan met het doel de betrouwbaarheid te verbeteren door metro's een plek te bieden om na elke reis te stoppen in plaats van vertragingen op te lopen. Het betekent echter dat er geen doorgaande diensten uit Notting Hill Gate ten oosten van Edgware Road doorrijden.

## Ligging en inrichting
Het stationsgebouw ligt boven de sporen langs het viaduct waarmee de Great Western Road de spoorlijn kruist. De perrons uit 1871 liggen in een bocht en zijn voorzien van houten kappen die gedragen worden door gietijzeren kolommen. 

## Cultuur
Het station was te zien in de video bij het nummer "I Want to Wake Up with You" van Boris Gardiner.
Hammersmith · 
Goldhawk Road · 
Shepherd's Bush Market ·
Wood Lane · 
Latimer Road · 
Ladbroke Grove · 
Westbourne Park · 
Royal Oak · 
Paddington · 
Edgware Road · 
Baker Street · 
Great Portland Street · 
Euston Square · 
King's Cross St. Pancras · 
Farringdon · 
Barbican · 
Moorgate · 
Liverpool Street · 
Aldgate East · 
Whitechapel · 
Stepney Green · 
Mile End · 
Bow Road · 
Bromley-by-Bow · 
West Ham · 
Plaistow · 
Upton Park · 
East Ham · 
Barking
Hammersmith · 
Goldhawk Road · 
Shepherd's Bush Market · 
Wood Lane · 
Latimer Road · 
Ladbroke Grove · 
Westbourne Park · 
Royal Oak · 
Paddington · 
Edgware Road · 
Baker Street · 
Great Portland Street · 
Euston Square · 
King's Cross St. Pancras · 
Farringdon · 
Barbican · 
Moorgate · 
Liverpool Street · 
Aldgate · 
Tower Hill · 
Monument · 
Cannon Street · 
Mansion House · 
Blackfriars · 
Temple · 
Embankment · 
Westminster · 
St. James's Park · 
Victoria · 
Sloane Square · 
South Kensington · 
Gloucester Road · 
High Street Kensington · 
Notting Hill Gate · 
Bayswater · 
Paddington · 
Edgware Road